# Vitenskapsmuseet

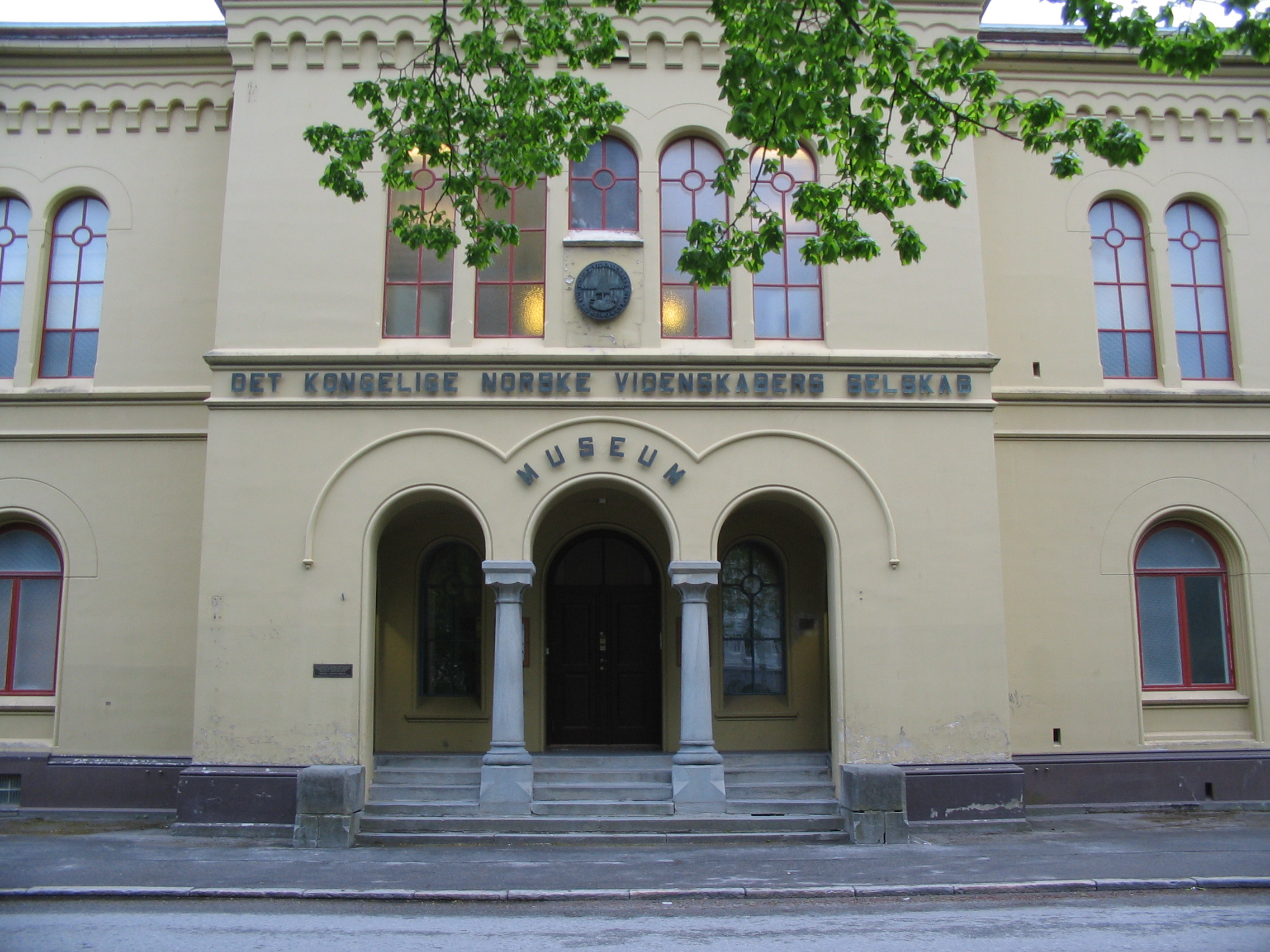
Den gamla huvudingången till museet.

'Vitenskapsmuseet i Trondheim har natur- och kulturhistoriska samlingar och utställningar. De arkeologiska utställningarna visar fynd från sten-, brons- och järnåldern samt vikingatiden. Utöver detta har museet en utställning om Trondheims stad under medeltiden, en utställning om sydsamisk kultur och en utställning som visar kyrkokonst och kyrkoinventarier fram till cirka år 1700.
De naturhistoriska utställningarna visar bland annat fåglar, fisk, insekter och mineraler. Museet utgör en egen enhet inom universitetet NTNU.